# Luizinho Gaúcho
Luizinho Gaúcho, właśc. Luiz José Marques (ur. 17 sierpnia 1925 w Porto Alegre, zm. 19 grudnia 2014 tamże) – brazylijski piłkarz, występujący na pozycji defensywnego pomocnika.

## Kariera klubowa
Karierę piłkarską Luizinho rozpoczął w połowie lat czterdziestych XX wieku w São José Porto Alegre, następnie występował w Força e Luz Porto Alegre i EC Cruzeiro, a w latach 1948–1949 opuścił rodzinne Porto Alegre i grał w CR Flamengo. 
W 1950 wrócił do Porto Alegre, gdzie najpierw reprezentował barwy Nacionalu, a w latach 1951–1956 grał w SC Internacional, z którym w 1951, 1952, 1953 i 1955 zdobył mistrzostwo stanu Rio Grande do Sul – Campeonato Gaúcho. Karierę zakończył w Renner Porto Alegre.

## Kariera reprezentacyjna
W reprezentacji Brazylii Luizinho zadebiutował 1 marca 1956 w wygranym 2-1 meczu z reprezentacją Chile podczas Mistrzostw Panamerykańskich, które Brazylia wygrała. Był to udany debiut, gdyż Luizinho w 13 min. meczu strzelił bramkę. Na turnieju w Meksyku wystąpił we wszystkich pięciu meczach z Chile, Peru, Meksykiem, Kostaryką i Argentyną.